# 珞雄路站
珞雄路站位于中华人民共和国湖北省武汉市洪山区东湖高新区，是武汉地铁2号线的地铁车站。

## 车站结构
珞雄路站是光谷广场综合体的一部分。在2号线南延工程的早期设计方案中并无本站，但鉴于2号线光谷广场站巨大的客流压力，遂在珞瑜东路上，光谷广场站东侧约500米处额外增设珞雄路站，希望借此站缓解光谷广场站巨大的运营压力。
车站位于位于珞雄路与珞喻路交叉路口的西侧，沿珞喻路东西方向布置。本站为地下三层岛式站台车站，地下一层为珞瑜路市政隧道，地下二层为站厅层和站厅夹层，地下三层为站台层。车站在珞瑜东路两侧布置有5个出入口，2组风亭。

### 楼层分布
| 地面     | 地面               | 出入口                               |  |  |
| 地下一层 |                    | 市政隧道                             |  |  |
| 地下二层 | 站厅               | 售票机、客服中心、武漢通充值、洗手間 |  |  |
| 地下三层 |                    | █ 2号线 往天河机场（光谷广场）       |  |  |
|          | 岛式站台，左侧开门 |                                      |  |  |
|          |                    | █ 2号线 往佛祖岭（华中科技大学）     |  |  |

### 车站出口
|                                                 |      |      |
| 出口編號                                        | 設施 | 照片 |
| A                                               |      |      |
| B                                               |      |      |
| C                                               |      |      |
| D                                               |      |      |
| E                                               |      |      |
| 注： 設有升降機 \| 設有輪椅升降台 \| 設有洗手間 |      |      |

## 鄰近地點
湖北省中医院光谷院区、世界城广场、国网电力科学研究院、华中科技大学等。

### 内部链接
- 武汉地铁车站列表